# Reticle endoplasmàtic
El reticle endoplasmàtic o endoplàsmic és un orgànul cel·lular que únicament es troba en cèl·lules eucariotes. Estructuralment és una xarxa de membranes interconnectades que formen cisternes, tubs aplanats i sàculs comunicats entre si, que intervenen en funcions relacionades amb la síntesi proteica i el transport intracel·lular.
Els reticles comuniquen el nucli fins a l'aparell de Golgi. La quantitat de reticles en una cèl·lula depèn de la seua activitat cel·lular. El reticle es pot trobar en una cèl·lula eucariota, bé sigui animal o vegetal, però no en cèl·lules procariotes (bacteris o archaea).
El reticle endoplasmàtic llis es troba en el citoplasma connectat amb el reticle endoplasmàtic rugós que es localitza adjacent al nucli.
- El reticle endoplasmàtic rugós (RER) té aqueixa aparença a causa dels nombrosos ribosomes adherits a les seues parets.[4] Té uns sàculs més arredonits que el reticle endoplasmàtic llis. Està connectat a l'embolcall nuclear, a través dels porus de la qual passa l'ARN missatger (ARNm) que és el que codifica la síntesi proteica.
- El reticle endoplasmàtic llis (REL) no té ribosomes i participa en el transport cel·lular entre altres funcions.[5]

Els RER i REL es diferencien, a part de l'absència o presència de ribosomes, en les funcions que exerceixen:

## Funcions del RER
- Transferència de cadenes polipeptídiques: Els ribosomes d'aquest RE sintetitzen les cadenes polipeptídiques que passaran al lumen del RE i quan tinguen l'estructura necessària ja siga; 1a, 2a o 3a seran transportades per les cavitats fins que isquen del RE per una vesícula de transició, i passen a l'aparell de Golgi.
- Segregació i acumulació: Els productes cel·lulars (de la mateixa cèl·lula) o exògens, d'alguna cosa externa, entren a les cavitats o s'acumulen.
- Via de circulació cel·lular: Els productes que hi ha dins de les cavitats circulen entre elles. Tals productes no són la secreció final, ja que aquesta es formarà després en l'aparell de Golgi, les que hagen d'eixir. Algunes substàncies s'emmagatzemen en aquestes cavitats.

## Funcions del REL
- Metabolisme de lípids: En no tenir ribosomes al REL li és impossible sintetitzar proteïnes però sí que sintetitza lípids, com ara el colesterol i derivats d'aquest com les sals biliars o les hormones esteroides.
- Detoxificació: És un procés que es du a terme principalment pels hepatòcits - cèl·lules del fetge - que consisteix en la inactivació de productes tòxics com ara drogues, medicaments o els mateixos productes del metabolisme cel·lular, per ser liposolubles.[6]